# 胡思賓
胡思賓，號绍南，江西撫州府东乡县人。明朝政治人物、進士出身。

## 生平
嘉靖壬戌（1562年）正月初八日（官年）生。萬曆十年（1582年）壬午科江西鄉試舉人，十七年（1589年）登己丑科進士，兵部觀政，七月告病，二十年二月改任浙江湖州府儒學教授，二十二年升國子監博士，二十四年升刑部主事，本年养病。二十八年補原职，三十二年升员外郎，本年升刑部郎中。

## 家族
曾祖胡登。祖胡术。